# المخلوق العجيب ذو الرأسين (فلم)
المخلوق العجيب ذو الرأسين وبالإنجليزية The Incredible 2-Headed Transplant هو فيلم رعب خيال علمي أمريكي تم عرضه عام 1971،
ويدور حول عالم مجنون يقوم بزرع رأس قاتل مجنون في جسد ضخم لبستاني متخلف عقلياً بجانب رأسه مما يؤدي إلى تكوين قاتل مجنون متخلف عقلياً.

## شخصيات الفيلم
- بروس ديرن.
- بات بريست.
- جون بلووم.
- بارى كروجر

## فريق العمل
- إخراج: أنتوني أم لانزا .
- سيناريو : جيمس جوردون وايت وجون لورانس .

## روابط خارجية
- مقالات تستعمل روابط فنية بلا صلة مع ويكي بيانات